# PanAmSat
PanAmSat Corporation, créé en 1984 par Rene Anselmo, était un fournisseur de services par satellites dont le siège était situé à Wilton (Connecticut), États-Unis. Il opérait une flotte de satellites de télécommunications utilisés par des groupes audiovisuels, des agences de presse, des fournisseurs d'accès à Internet, des agences gouvernementales et des opérateurs de télécommunications.
PanAmSat avait cassé le monopole que détenait alors Intelsat, qui était à cette époque une organisation internationale, dans la transmission des télécommunications internationales par satellite. Grâce à un travail de lobbying au Congrès des États-Unis mené par Anselmo, la société obtint une autorisation globale d'exploitation de satellites lui permettant de rivaliser avec Intelsat.
À la suite du décès de Rene Anselmo en 1996, PanAmSat fut vendu à Hughes Electronics, une filiale de General Motors, pour 3 milliards de dollars. La société continua ses activités sous son nom, bien que Hughes fut son actionnaire majoritaire. En 1997 Hughes Communication Galaxy fusionna ses activités avec celles de PanAmSat, augmentant de 9 le nombre de satellites opérés. En 2003, News Corporation racheta Hughes Electronics pour s'emparer du bouquet satellitaire DirecTV. Le 24 avril 2004, News Corporation revendit PanAmSat à un consortium de fonds d'investissement incluant Kohlberg Kravis Roberts & Co. (KKR), Carlyle Group et Providence Equity Partners pour la somme de 4,3 milliards de dollars. En août 2005, le consortium annonça la revente de l'opérateur à son concurrent Intelsat et la vente fut réalisée en juillet 2006 donnant naissance au premier opérateur mondial de satellites.